# ГРЕКО
Групата на държавите, борещи се срещу корупцията (ГРЕКО) (на английски: The Group of States against Corruption (GRECO) към Съвета на Европа е антикорупционна мониторингова организация със седалище в Страсбург, Франция. Учредена е на 1 май 1999 г. като разширено частично споразумение между 17 държави членки на Съвета на Европа. ГРЕКО, която е отворена не само за европейските държави, има 48 члена, включително и САЩ. От август 2010 г. всички членове на Съвета на Европа са и членове на ГРЕКО.

## Цел
Целта на организацията е да подобри капацитета на своите членове за борба с корупцията чрез мониторинг на спазването на стандартите на Съвета на Европа за борба с корупцията посредством динамичен процес на взаимно оценяване и партньорски натиск. Той помага за идентифициране на пропуски в националните политики за борба с корупцията, с цел да се стимулират нужните законодателни, институционални и реални реформи. ГРЕКО не разполага с мандат за оценяване на възникналите корупционни практики в отделните държави членки. Други организации/органи са по-добре подготвени да се справят с този важен въпрос. Широко известен пример е "Прозрачност без граници (TI), която издава годишен индекс за нивото на корупцията (CPI) – класиране на повече от 150 страни според възприетите нива на корупция, получени от експертни оценки и проучвания на общественото мнение. За първи път корупционния индекс беше публикуван през 1995 г., за България – през 1998 г. Индексът представлява съвкупност от мненията на тези, които вземат ключовите решения в областта на инвестициите и търговията. Важна последица от публичното оповестяване на Корупционния индекс е, че той съдейства за формиране на обществена чувствителност по отношение на корупцията и допринася за оказване на натиск върху управляващите.
ОИСР, ООН, Интерпол, Европейската банка за възстановяване и развитие (ЕБВР) и Световната банка са били свързани с подготвителната работа по създаването на ГРЕКО. Необходимостта от ефективни механизми за наблюдение в тази област е широко възприета от тези организации, допринесли за дискусиите, проведени под егидата на Съвета на Европа, което в крайна сметка доведе и до създаването на ГРЕКО.

## Членове
Страни учредителки (1 май 1999 г.)
- Белгия
- България
- Кипър
- Естония
- Финландия
- Франция
- Германия
- Гърция
- Исландия
- Ирландия
- Литва
- Люксембург
- Румъния
- Словакия
- Словения
- Испания
- Швеция

Присъединени по-късно
- Албания (27 април 2001 г.)
- Андора (28 януари 2005 г.)
- Армения (20 януари 2004 г.)
- Австрия (1 декември 2006 г.)
- Азербайджан (1 юни 2004 г.)
- Босна и Херцеговина (25 февруари 2000 г.)
- Хърватия (12 февруари 2000 г.)
- Чехия (2 септември 2002 г.)
- Дания (3 август 2000 г.)
- Грузия (16 септември 1999 г.)
- Унгария (9 юли 1999 г.)
- Италия (30 юни 2007 г.)
- Латвия (27 юли 2000 г.)
- Лихтенщайн (1 януари 2010 г.)
- Малта (11 май 2001 г.)
- Монако (1 юли 2007 г.)
- Молдова (28 юни 2001 г.)
- Черна гора (6 юни 2006 г.)
- Нидерландия (18 декември 2001 г.)
- Норвегия (6 януари 2001 г.)
- Полша (20 май 1999 г.)
- Португалия (1 януари 2002 г.)
- Русия (1 февруари 2007 г.)
- Сан Марино (13 август 2010 г.)
- Сърбия (4 януари 2003 г.)
- Швейцария (7 януари 2006 г.)
- Северна Македония (10 юли 2000 г.)
- Турция (1 януари 2004 г.)
- Украйна (1 януари 2006 г.)
- Великобритания (18 септември 1999 г.)
- САЩ